# Don’t ask, don’t tell

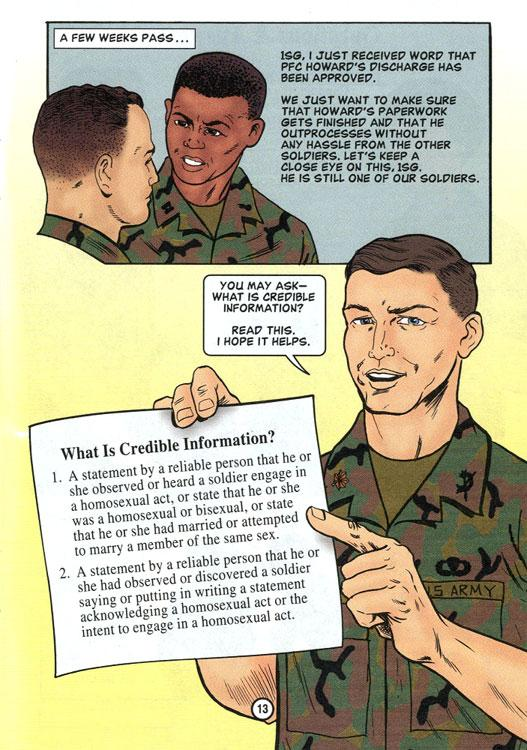
Der Comic erläutert die bis 2011 armeeintern gültigen Verhaltensweisen

Don’t ask, don’t tell (DADT, deutsch etwa „Frag nicht, sag nicht[s]“; Verkürzung von „We don’t ask and you don’t tell“, „Wir [das Militär] fragen nicht und du sagst nichts“) war eine wehrrechtliche Praxis, die den Status von Homosexuellen in den Streitkräften der Vereinigten Staaten betraf. Ihr zufolge war es Soldaten verboten, gleichgeschlechtliche Beziehungen romantischer oder sexueller Art in der Öffentlichkeit zu führen. Darüber hinaus war es homosexuellen Mitgliedern der Streitkräfte untersagt, ihre sexuelle Orientierung preiszugeben oder während ihrer Dienstzeit über Themen der Homosexualität zu sprechen. Vorgesetzten Soldaten war es im Gegenzug untersagt, Untersuchungen über die sexuelle Orientierung ihrer Untergebenen anzustellen. Die Richtlinie ergab sich aus Spannungen zwischen geltender Rechtslage, die Homosexuellen den Wehrdienst vollständig untersagte, und wehrrechtlichen Exekutiverlassen, die dieses Verbot abmilderten.
Im Dezember 2010 hob der Kongress das der Praxis zugrundeliegende Verbot, genauer Titel 10, § 654 des US Code, auf. Bis Juli 2011 waren die Streitkräfte mit der juristischen und organisatorischen Umsetzung der Gesetzesaufhebung befasst, deren Umsetzung zum 20. September 2011 endgültig erfolgte. Ein Bundesgericht verbot im Juli 2011 die weitere Anwendung von Don’t ask, don’t tell im US-Militär.

## Geschichte
Vor 1993 erfasste der verteidigungspolitische Erlass DoD Directive 1332.14 Enlisted Administrative Separations vom 28. Januar 1982 Homosexualität im Wehrdienst als Entlassungsgrund und ging in verschiedenen juristischen Ausführungen auf Sodomieverbote aus dem Unabhängigkeitskrieg zurück. Das Verbot war vor den Abschaffungsanstrengungen jedoch nicht Gegenstand eines Gesetzes. Im Jahre 1993 versuchte Präsident Bill Clinton, dieses im Rahmen seiner Exekutivkompetenzen aufzuheben. Dieses Vorhaben ging auf ein Wahlversprechen Clintons im Präsidentschaftswahlkampf 1992 zurück.
Auf die Bemühungen Clintons hin kodifizierte der Kongress, der diesen mehrheitlich ablehnend gegenüberstand, das Verbot durch eine Ergänzung des National Defense Authorization Act for Fiscal Year 1994, dem jährlich erlassenen Verteidigungsbudget, der in Titel 10, § 654 aufging. Hiermit machte der Kongress von seiner verfassungsrechtlich garantierten ausschließlichen Haushaltskompetenz (power of the purse) Gebrauch, die die Exekutive rechtlich bindet. Daraufhin machte Clinton wiederum von seinen Exekutivbefugnissen Gebrauch. Durch den Erlass der Department of Defense Directive 1304.26 fügte sich Clinton dem Gesetzesbeschluss, verordnete den Streitkräften jedoch eine passive Durchsetzung desselben. Hierdurch unterblieb beispielsweise die Befragung potenzieller Rekruten nach ihrer sexuellen Orientierung bei der Anwerbung.
Politisch betrachtet stellte die Direktive bei ihrer Verordnung im Jahr 1993 einen Kompromiss zwischen den Positionen des Militärs und des Kongresses einerseits sowie des Präsidenten andererseits dar. Colin Powell, als Generalstabsvorsitzender der ranghöchsten Offizier des Militärs, erarbeitete die Direktive.
In den Vorwahlen der Präsidentschaftswahl 2000 versprachen der spätere Kandidat der Demokraten, Al Gore, und auch sein parteiinterner Mitbewerber Bill Bradley die Legalisierung der Homosexualität in den Streitkräften. Der Sieger derselben Wahl, George W. Bush, setzte die herrschende Praxis während seiner Amtszeit unverändert fort. Bestrebungen seitens republikanischer Parteifreunde im Kongress, die Entlassung homosexueller Soldaten durch eine erneute Verschärfung der Weisungen Clintons aktiv durchzusetzen, unterstützte er nicht.
Bis zur Außerkraftsetzung des Paragraphen 654 argumentierten Gegner der offenen Zulassung Homosexueller mit der Befürchtung, dass die Anwesenheit eines homosexuellen Soldaten die Kampfkraft einer militärischen Einheit untergrabe, vor allem im Hinblick auf ihren Zusammenhalt und ihre Gefechtsmoral (unit cohesion). Tatsächlich ereigneten sich in den Streitkräften wiederholt homophobe Ereignisse, die in Morden wie dem an Allen R. Schindler, Jr. im Jahr 1992 gipfelten, deren Ursächlichkeit – die Homosexualität der Soldaten selbst oder die Begünstigung dieser Vorfälle durch die Rechtslage – jedoch umstritten war. Weil sowohl die Praxis in einer steigenden Anzahl an verbündeten Staaten als auch die empirische Sozialforschung in den Vereinigten Staaten diese Befürchtung zunehmend entkräftete, gewann ein alternatives Argument innerhalb dieses politischen Lagers an Bedeutung. Dabei hoben die Gegner der offenen Zulassung hervor, dass die militärisch erzwungene Gemeinschaftlichkeit homo- und heterosexueller Soldaten eine unzulässige Beeinträchtigung der Privatsphäre heterosexueller Soldaten darstellen würde.
Von 1994 bis 2006 entließen die Streitkräfte rund 12.500 Soldaten auf Grundlage dieser juristischen Handhabe. Eine Berechnung ergab, dass es 364 Mio. US-Dollar kostete, sie durch Neurekrutierungen zu ersetzen.
Eine nicht repräsentative Umfrage der Gruppe Zogby International am Ende des Jahres 2006 bescheinigte der Praxis mangelhafte Zuverlässigkeit, da einem Viertel der von ihr befragten Soldaten trotz DADT mindestens ein homosexuelles Mitglied ihrer Einheit bekannt war.
In der Gesellschaft der Vereinigten Staaten hat der Slogan des “Don’t ask, don’t tell” eine allgemeinere Verwendung gefunden. Es umschreibt in diesem Fall das Verschweigen der sexuellen Orientierung eines Individuums und deren bewusstes Vermeiden als Gesprächsthema, ohne jedoch seine Umgebung aktiv darüber zu belügen.

## Aufhebung

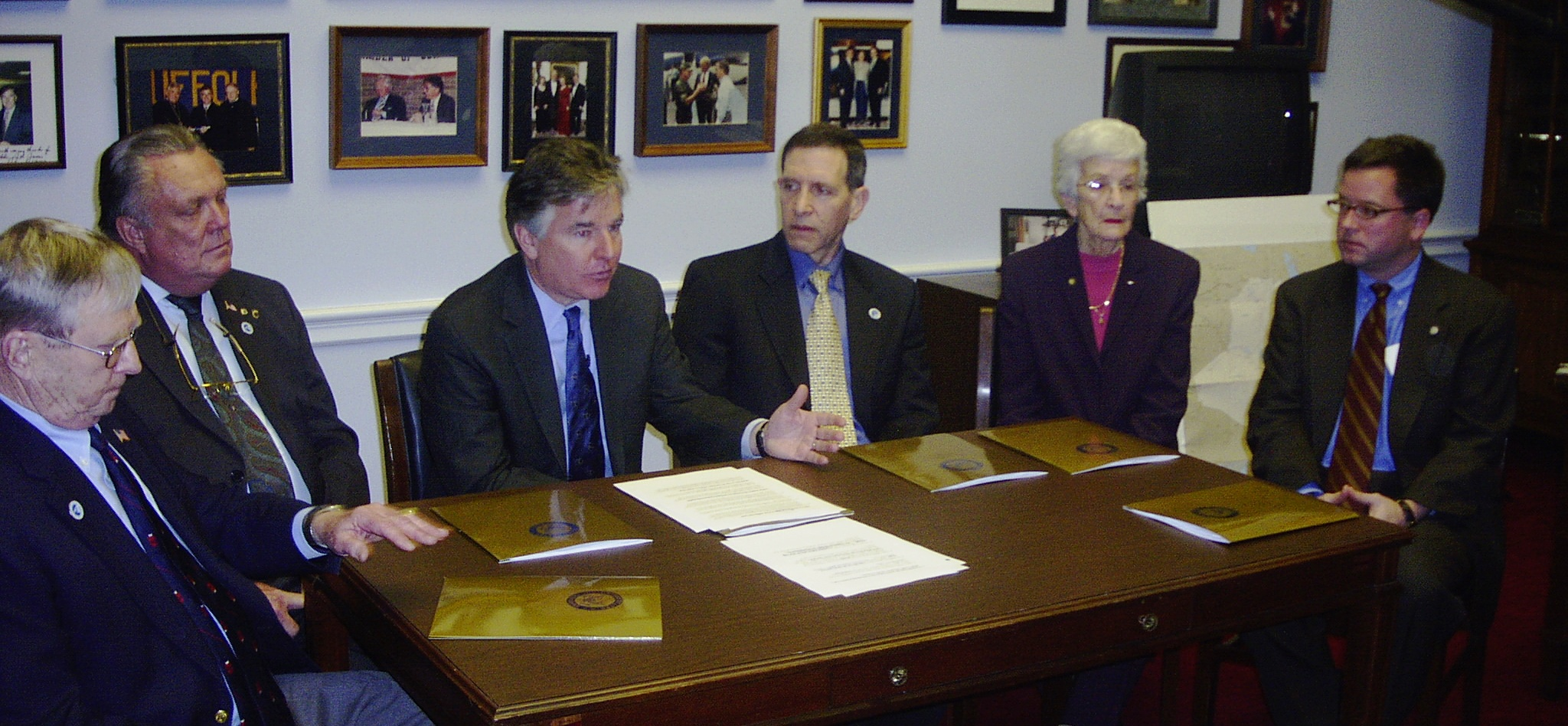
Marty Meehan mit Führungspersonal des Militärs bei der ersten Ankündigung seines Gesetzesvorhabens

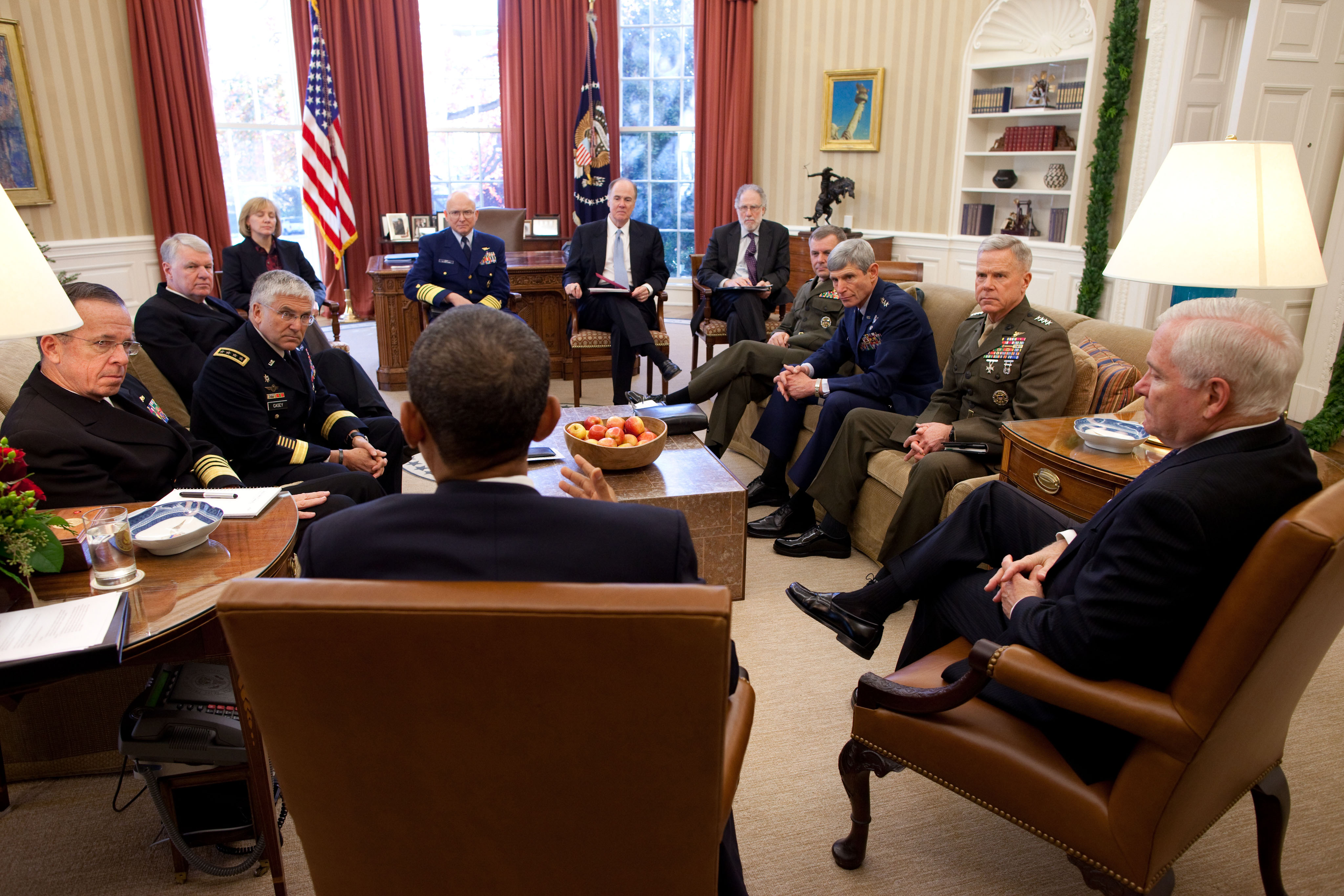
US-Präsident Barack Obama bei einem Treffen im November 2010 mit den Joint Chiefs of Staff, in welchem über die Aufhebung des Gesetzes beraten wurde

Am 2. März 2005 brachte der demokratische Abgeordnete Marty Meehan den Gesetzentwurf H.R. 1059 – Military Readiness Enhancement Act of 2005 zur Aufhebung der DADT-Regelung im Kongress ein. Er wurde an einen Ausschuss delegiert und hatte vor Ende der 109. Kongressperiode 122 Unterstützer. Am 28. Februar 2007 brachte Meehan denselben Gesetzesentwurf unter der Bezeichnung H.R. 1246 – the Military Readiness Enhancement Act of 2007 erneut ein. Er wurde an einen Unterausschuss verwiesen und hatte zunächst 119 Unterstützerstimmen. Im November 2008 unterzeichneten 100 pensionierte US-amerikanische Generale und Admirale einen Aufruf, Don’t ask, don’t tell aufzuheben und somit offen Homosexuelle zuzulassen. Die Aufhebung der alten Regelung war von Anfang an Bestandteil der Agenda der Obama-Regierung. Anfang Februar 2010 legte das US-Verteidigungsministerium unter Robert Gates dem Kongress einen Gesetzentwurf zum offenen Dienst homosexueller Soldaten im Militär vor. Im März lockerte das Pentagon die Umgangsweise mit DADT insofern, als die Entlassung eines homosexuellen Soldaten fortan der Zustimmung eines Generals oder Admirals bedurfte.
Am 27. Mai 2010 befürworteten sowohl der zuständige Ausschuss des US-Senats als auch das Repräsentantenhaus die Aufhebung von “Don’t ask, don’t tell”. Ein Gesetzentwurf über Verteidigungsausgaben, der die Aufhebung der Regelung enthielt, wurde am 21. September im Senat unter der Führung von John McCain blockiert.
Am 12. Oktober urteilte ein Bundesgericht in Los Angeles, dass jegliche Strafmaßnahmen gegen offen homosexuelle Soldaten untersagt sind. Die US-Regierung und Verteidigungsminister Gates mussten daher sofort alle Verfahren aussetzen, mit denen Soldaten wegen ihrer Homosexualität strafversetzt oder entlassen werden sollten. Zwei Tage später gab das Pentagon ein Moratorium heraus, das die Durchsetzung der Richtlinie mit sofortiger Wirkung stoppte, kündigte aber gleichzeitig an, gerichtlich gegen das Urteil anzugehen. Am 20. Oktober widerrief ein Berufungsgericht die einstweilige Verfügung zur weltweiten Aussetzung vom 12. Oktober. Gegen dieses Urteil legte eine Vereinigung innerhalb der Republikanischen Partei zur Vertretung homosexueller Interessen, die Log Cabin Republicans, beim Oberste Gerichtshof der Vereinigten Staaten Beschwerde ein. Am 12. November urteilte der Oberste Gerichtshof, dass die einstweilige Verfügung vom 12. Oktober bis zur Anhörung zum eigentlichen Sachverhalt nichtig sei. Das Urteil erfolgte ohne abweichende Meinung eines einzelnen Richters, allerdings blieb die Richterin Elena Kagan der Anhörung der Beschwerde fern.

Abstimmungsverhalten der Senatoren nach Bundesstaat. Für das Gesetz stimmten 55 der 56 demokratischen und acht der 42 republikanischen Senatoren, außerdem zwei Unabhängige, dagegen stimmten 31 Republikaner und es gab vier Enthaltungen (3 R, 1 D).
beide zustimmend
einer zustimmend, eine Enthaltung
einer zustimmend, einer ablehnend
einer ablehnend, eine Enthaltung
beide ablehnend
zwei Enthaltungen

Am 9. Dezember scheiterte im Senat die Aufhebung der Regel, da keine 60/100-Mehrheit zur Überstimmung des Filibusters erreicht werden konnte.
Nachdem am 15. Dezember das Repräsentantenhaus mit einer 250:174-Mehrheit für einen alleinstehenden Vorschlag zur Gesetzesänderung gestimmt hatte, beschloss der Senat am 18. Dezember mit 65:31 denselben Gesetzesvorschlag. Präsident Barack Obama unterzeichnete das Gesetz.
Laut Gesetz vom 22. Juli 2011 wurde die endgültige Aufhebung auf den 20. September 2011 festgesetzt. Die unter der bisherigen Regelung aus der Armee entlassenen Homosexuellen können einen Antrag auf Wiedereintritt stellen.
2024 wurden sämtliche Personalakten unehrenhaft entlassener Soldaten überarbeitet und in ehrenhafte Entlassungen umgewandelt.

## Militärdienst in anderen Staaten
In allen Staaten der Europäischen Union sowie unter anderem in Kanada, Australien, Neuseeland, Südafrika, der Schweiz, Norwegen, Argentinien, auf den Philippinen, in Uruguay und Israel steht der Militärdienst homosexuellen Menschen uneingeschränkt offen.
Es gibt Staaten, in denen homosexuelle Handlungen zwar legal sind, aber ein Militärdienst offen homosexueller Menschen nicht möglich ist, so werden sie in der Türkei oft ausgemustert.